# يلان (الطويلة)

تعديل مصدري - تعديل

يلان هي إحدى قرى عزلة الضلاع الاسفل بمديرية الطويلة التابعة لمحافظة المحويت، بلغ تعداد سكانها 315 نسمة حسب تعداد اليمن لعام 2004.